# Charles Auger

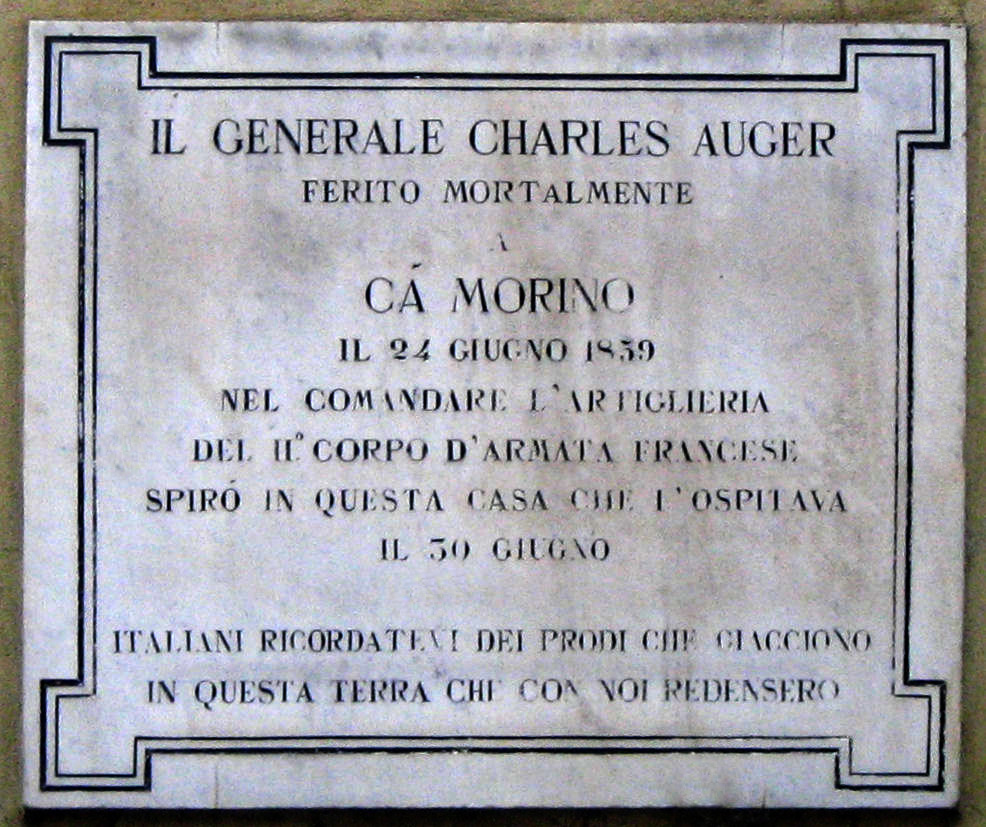
Lapide commemorativa

Charles Auger (La Charité-sur-Loire, 29 luglio 1809 – Castiglione delle Stiviere, 30 giugno 1859) è stato un generale francese.

## Biografia
Ammesso all'École polytechnique di Parigi il 1º novembre 1829, partecipò alle Campagne d'Africa del 1833 e 1834 con il grado di sottotenente nel 10º Reggimento d'Artiglieria. Dopo alcuni anni a Metz, viene nuovamente inviato in Algeria nel 1841 e nel 1843 assume il comando dell'Artiglieria di Orléansville, con il grado di capitano e la nomina a Cavaliere della Legion d'Onore. Farà ritorno in Patria nel 1848, assumendo importanti incarichi nella Commissione di Difesa Nazionale e nella Direzione del Servizio d'Artiglieria al Ministero della Guerra.
Nel 1855 viene nominato Capo di Stato Maggiore dell'Artiglieria dell'Armata d'Oriente che interviene nella Guerra di Crimea, ove si distinse nelle battaglie di Malachov e della Cernaia.

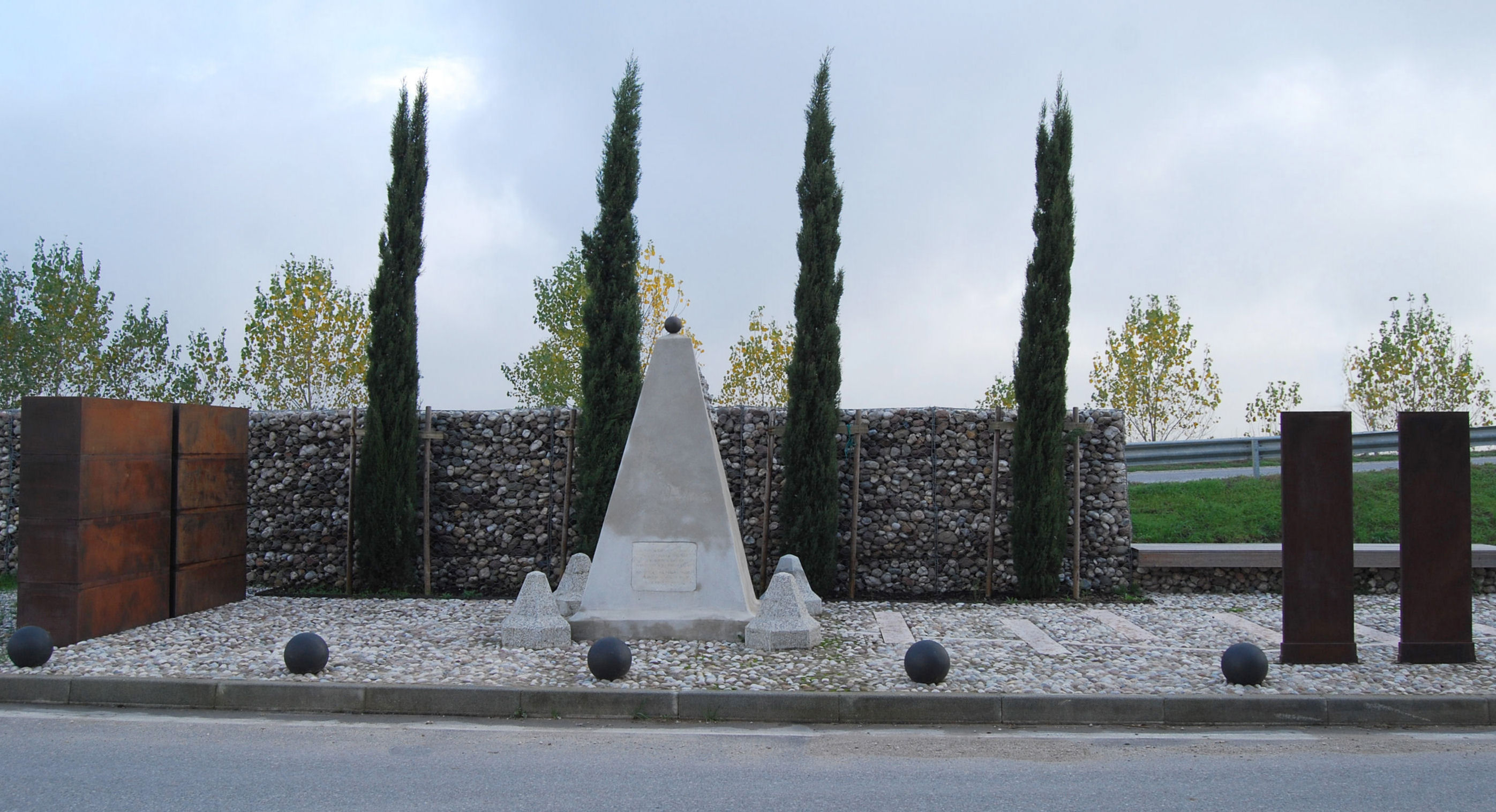
Monumento al generale Auger eretto a Ca' Morino di Medole

Nella seconda guerra di indipendenza del 1859, faceva parte dello stato maggiore dell'armata francese e aveva il comando dell'Artiglieria del Secondo Corpo d'Armata francese, guidato dal maresciallo di Francia Patrice de Mac-Mahon.
Combatté nelle battaglie di Turbigo e di Magenta ed ebbe un ruolo importante durante le prime fasi della battaglia di Solferino e San Martino, il 24 giugno 1859, in cui venne ferito gravemente alla spalla sinistra da una palla di cannone, nel corso di un violento e prolungato duello contro l'artiglieria austriaca, schierata nei pressi di Cà Morino a Medole.
Portato agonizzante nella vicina Castiglione, venne sottoposto a intervento chirurgico, ma morì dopo alcuni giorni. Per il suo valore fu promosso sul campo al grado di generale di divisione da Napoleone III in persona. Il suo posto venne preso dal generale Edmond Le Bœuf.
In sua memoria l'Arma di Artiglieria Italiana eresse un cenotafio sul luogo ove fu colpito, recentemente restaurato in occasione del 150º anniversario della battaglia.